# Eduardo Salvatore
Eduardo Salvatore (São Paulo, 1914- 26 de noviembre de 2006) fue un importante fotógrafo brasileño, miembro fundador del conocido Foto Cine Club Bandeirante, el cual presidió desde 1943 a 1990. Otros de sus miembros en él y amigos fueron Chico Albuquerque, Marcel Giró, José Yalenti y Madalena Schwartz.

## Biografía
Aunque abogado de profesión, desde el año 1937 se dejó vencer por su pasión por la fotografía, desde su faceta más vanguardista, y se dedicó al arte de la fotografía. Es conocido su respeto y utilización minuciosa de la composición.
Es uno de los miembros destacados de la llamada Escuela Paulista.

## Exposiciones (selección)
- 2007. El modernismo en la Fotografía Brasileña. Galería Bergamín (São Paulo)
- 2010. Uruguay. Exposición Colectiva Fotografía Brasileña[4]

## Obra en Colecciones
- MASP (Museo de Arte de São Paulo)[5]